# Juin 1853

## Événements
- 1er juin, France : suppression du paritarisme dans les conseils de prud'hommes.

- 18 juin, France : Jean Dollfus fonde la Société mulhousienne des cités ouvrières, qui permet l’accession à la propriété.

- 29 juin, France : le baron Haussmann montre à l’Empereur une carte de Paris sur laquelle sont tracées, avec différentes couleurs suivant leur degré d’urgence, les différentes voies nouvelles qu’il se propose de faire exécuter. Haussmann remodèle entre 1853 et 1869 la géographie de Paris afin de l’adapter aux exigences des temps modernes, concentrant ses efforts sur l’hygiène, la sécurité, l’éclairage et la circulation.

## Décès
- 7 juin : Joseph Norbert Provencher, premier évêque de Saint-Boniface.
- 12 juin : Merry-Joseph Blondel, peintre français (° 25 juillet 1781).
- 28 juin : Charles Marie Bouton, peintre français (° 16 mai 1781).
- 29 juin : Adrien de Jussieu, botaniste français (° 1797).